# واين هووبر
واين هووبر (بالإنجليزية: Wayne Hooper)‏ هو ملحن أمريكي، ولد في 4 يوليو 1920، وتوفي في 27 فبراير 2007.